# Felipe Pétriz Calvo
Felipe Pétriz Calvo nacido el 1 de agosto de 1951 en el pueblo oscense de Aragüés del Puerto.  Catedrático de Matemáticas Aplicadas  en la Universidad de Zaragoza. Licenciado en Matemáticas por la Universidad de Zaragoza, se doctoró en 1980 con la calificación de sobresaliente "cum laude", además cursó tres cursos de Ingeniería Industrial en la UNED del Centro Asociado de Calatayud.
El 1 de junio de 2000, Felipe Pétriz fue elegido rector de la Universidad de Zaragoza por el 63% de los votos. En 2004 fue reelegido rector de la universidad, cargo que ostentó hasta enero de 2008. Anteriormente Pétriz había sido vicerrector de profesorado durante el mandato de Juan José Badiola.
Pétriz se incorporó a la Administración General del Estado en abril de 2008 donde ocupó hasta marzo de 2009 el puesto de Director General de Universidades en el Ministerio de Ciencia e Innovación, para pasar posteriormente al cargo de Director General de Política Universitaria en el Ministerio de Educación hasta diciembre de 2009.
El 4 de diciembre de 2009, el Consejo de Ministros le nombró secretario de Estado de Investigación del Ministerio de Ciencia e Innovación sustituyendo en el cargo a Carlos Martínez Alonso. Ejerció el cargo hasta el 23 de diciembre de 2011.